# Lijst van watertorens in Flevoland
Deze lijst vormt een overzicht van watertorens in Flevoland.
| Watertoren | Plaats    | Provincie | Bouwjaar  | Afgebroken | Hoogte | Inhoud  | Architect                   | Foto |
| ---------- | --------- | --------- | --------- | ---------- | ------ | ------- | --------------------------- | ---- |
| Emmeloord  | Emmeloord | Flevoland | 1957-1959 |            | 65,5 m | 1850 m³ | J.W.H.C. Pot en H. van Gent |      |

Drenthe ·
Flevoland ·
Friesland ·
Gelderland ·
Groningen ·
Limburg ·
Noord-Brabant ·
Noord-Holland ·
Overijssel ·
Utrecht ·
Zeeland ·
Zuid-Holland